# Cyclette

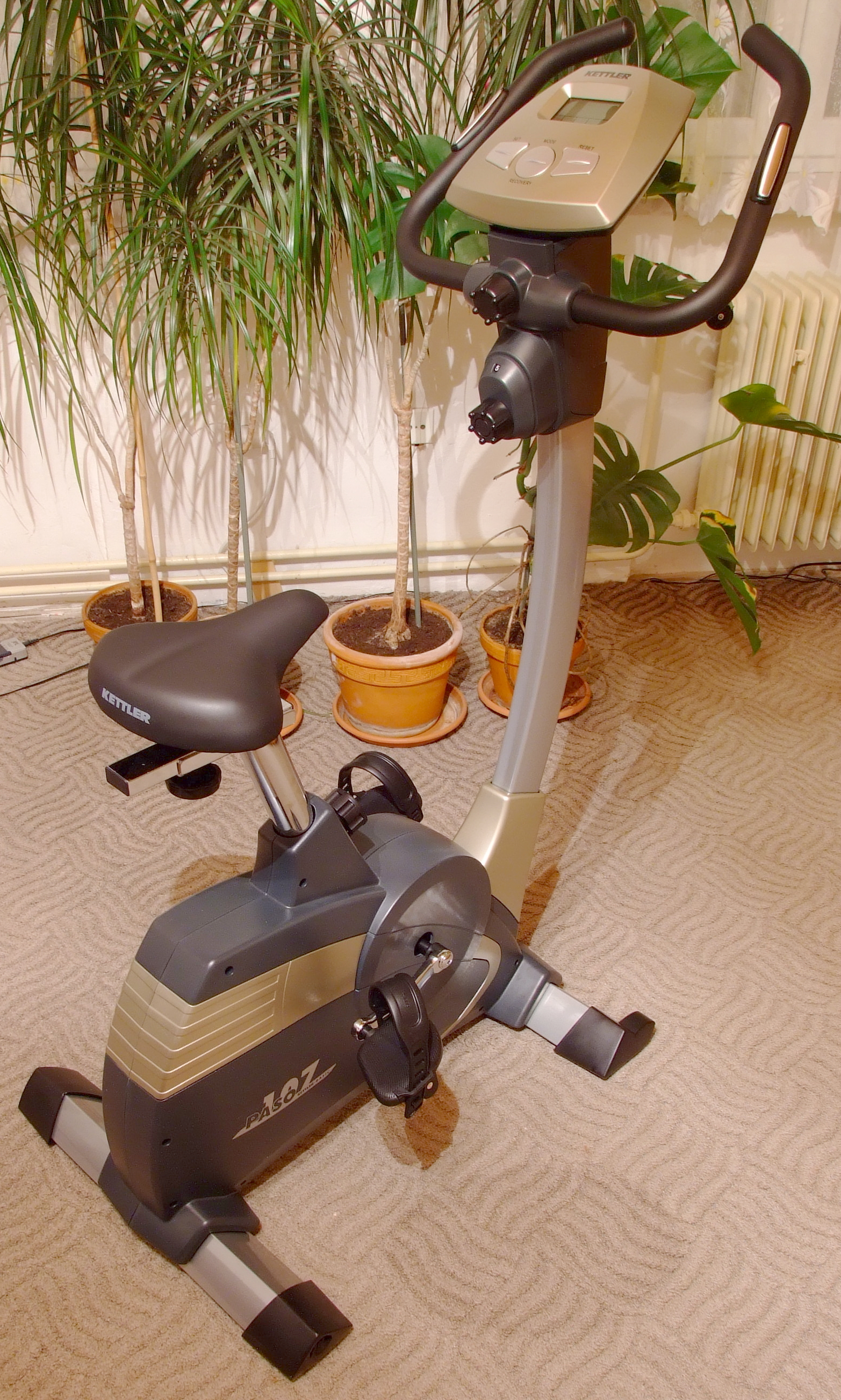
Una bicicletta stazionaria

La cyclette, ossia una bicicletta stazionaria, è un attrezzo sportivo che da fermo (ed anche in un luogo chiuso), consente di simulare l'utilizzo di una bicicletta per l'allenamento cardiovascolare del fisico come nel reale utilizzo della stessa.
La cyclette non è dotata di ruote e ne esistono diverse versioni corredate di accessori ed altri strumenti come ad esempio il contachilometri od il tachimetro ma anche il cardiofrequenzimetro e gli indicatori dello sforzo, della velocità media e massima, i variatori di resistenza allo sforzo, eccetera.
Diversi e variegati sono anche i nomi della stessa come ad esempio bicicletta stazionaria, bicicletta da camera,  bicicletta da allenamento e così via.

## Storia

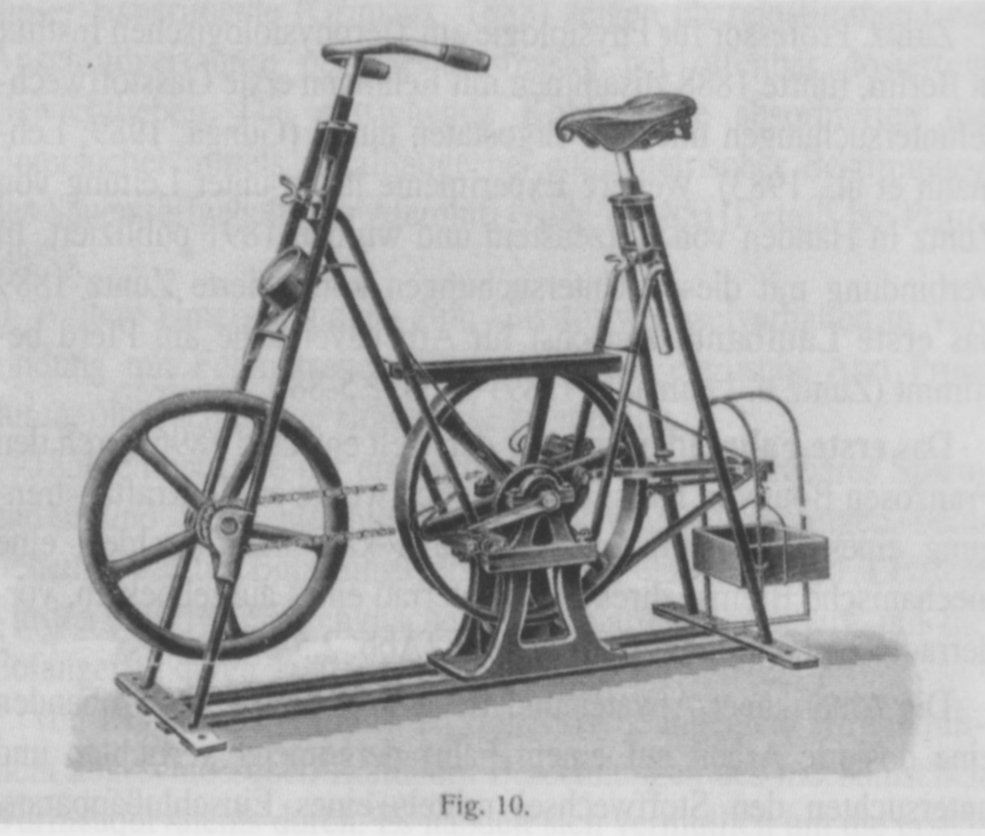
Il prototipo di Zuntz e Voigt

Di origini ed inventori controversi ed incerti ne esiste un disegno ed una fonte che la localizza come invenzione di due medici sportivi tedeschi Zuntz e Voigt che nel 1900 ne svilupparono un prototipo.

## Il marchio Cyclette
Italiano invece è il nome Cyclette che consiste in un brevetto della ditta Teodoro Carnielli, una fabbrica di biciclette di Vittorio Veneto a marchio Bottecchia e di cui si dice che il figlio (amministratore della stessa fabbrica), ne fece preparare una senza ruote per allenarsi.

## Il cicloergometro

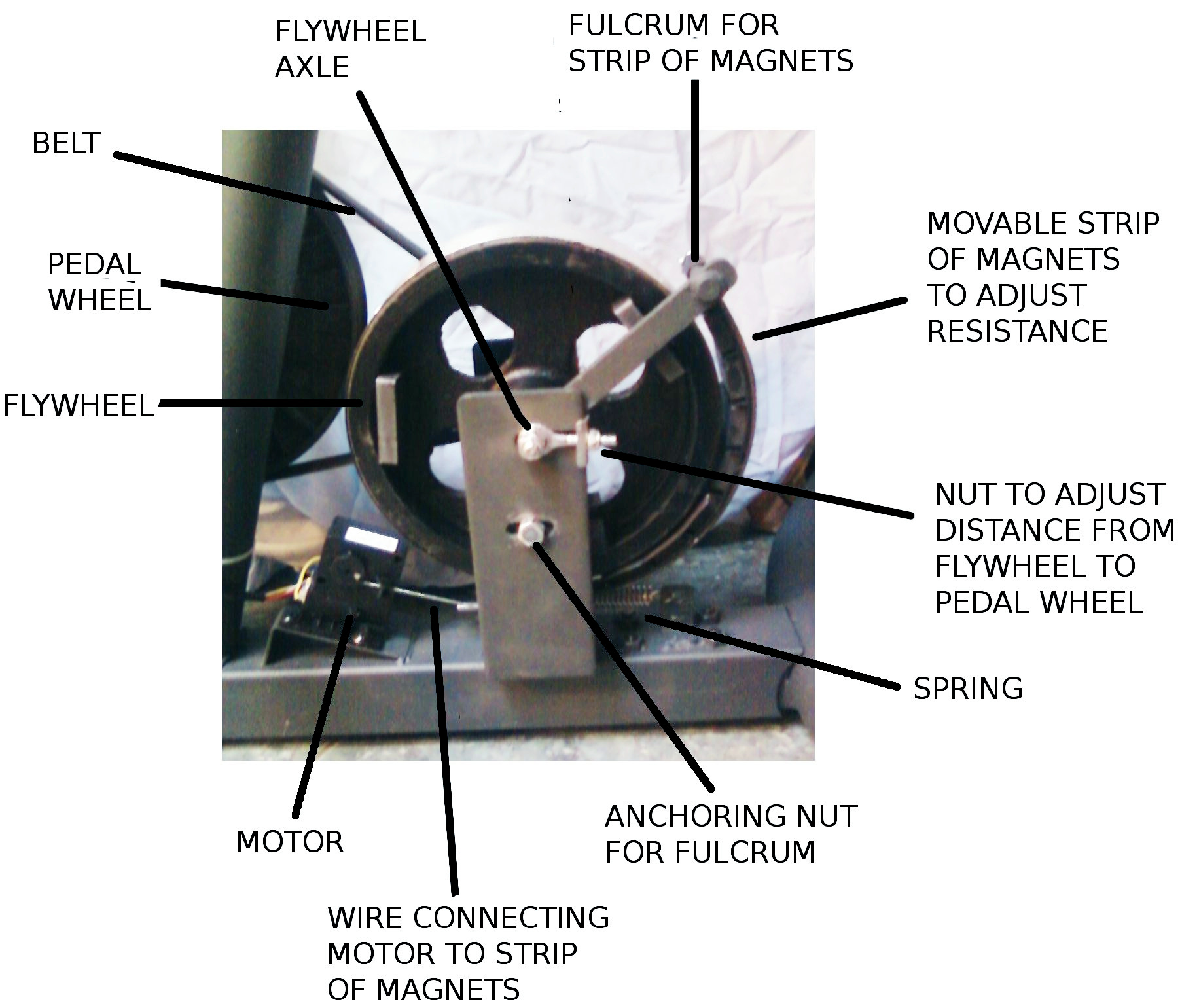
Il sistema che impone una resistenza alla pedalata

Il cicloergometro è un dispositivo medico costituito da una bicicletta fissa la cui pedalata è frenata in modo misurabile da un pattino strisciante ovvero da un sistema elettromeccanico magnetico, che impone una resistenza alla pedalata. 

Nel corso di test cardiologici l'entità dello sforzo che il paziente deve eseguire sul cicloergometro per vincere questa resistenza è direttamente proporzionale alla capacità di lavoro del cuore e del sistema cardiovascolare.
La resistenza è misurabile su un apposito display e viene incrementata nel corso del test secondo protocolli prestabiliti ed il paziente è invitato ad eseguire lo stesso numero di pedalate al minuto per ogni livello di sforzo richiestogli.